# 心跳無限次
《心跳無限次》（英語：In a Heartbeat）是一部於2017年上映的電腦動畫短片。短片由瑞格林藝術與設計學院製作，并由埃斯特班·巴禾和貝絲·大衛編劇和執導。該項目透過Kickstarter集資3000元美金，但最終有416名援助者為其總共籌得了1萬4191元美金。這部短片講述了一名尚未出櫃的男孩暗戀著另一名男孩，而他的心渴望能與他在一起。短片在多種平臺中釋出後，獲得了廣泛好評。

## 劇情
一名害羞的紅髮男孩舍溫進到學校在等待帥氣喬納森的到來。舍溫躲到樹上並看著喬納森邊走路邊看書和吃蘋果，突然他的心開始急速跳動並擬人化，它離開舍溫的身體並跑向喬納森。舍溫試圖抓住和隱藏他的心，導致他與喬納森有多種尷尬的邂逅。之後，舍溫追逐至學校裏並抓住他的心，接著那顆心勾住了喬納森的手指。其他學生以蔑視的眼神看著兩人，使得整個環境開始變得不舒服。心裂成兩瓣，舍溫拿著一半跑走了。在學校外面，舍溫神情嚴肅地坐在樹下，而喬納森走過去並坐在他旁邊。他們將心接合起來，而它的喜悅湧現至現實中。最後鏡頭開始變暗，而喬納森和舍溫的兩顆心合二爲一。

## 製作
短片的創作靈感是來自埃斯特班·巴禾和貝絲·大衛的朋友，其提出製作一部關於男孩的心臟跳出胸腔的短片。短片于2016年1月開始製作。他們原先的想法的一個男孩一個女孩，但是到最后一刻才轉爲同性別情侶，以便讓這個故事看起來「更爲個人化」。2016年11月，他們製作Kickstarter頁面來幫助完成電影，並獲得了比目標更高的籌款。2017年5月17日，短片預告釋出。2017年7月31日，短片正式發行。

## 反響
短片獲得了普遍好評。評論稱讚了其動畫製作、進步的思想和富有感情的共鳴。截至2017年12月，影片在YouTube已經有3千4百萬的觀看次數。

## 獲獎與提名
短片發行后，其獲得了多項獎項並在多個LGBT活動和影展播映。
| 年份 | 影展/典禮                  | 提名類別             | 結果             |
| ---- | -------------------------- | -------------------- | ---------------- |
| 2017 | 奧斯卡金像獎               | 最佳動畫短片獎       | 入围首轮角逐名单 |
| 2017 | 動畫短片影展               | 評審團獎             | 提名             |
| 2017 | 學生學院獎                 | 最佳動畫短片金獎     | 获奖             |
| 2017 | ASIFA-SOUTH動畫大會和影展  | 官方評選             | 官方評選         |
| 2017 | 好萊塢短片影展             | 最佳LGBT短片         | 获奖             |
| 2017 | 湖景國際影展               | 最佳LGBT電影         | 获奖             |
| 2017 | 北卡羅萊納州男女同性戀影展 | 評審團獎             | 获奖             |
| 2017 | 學生學院獎                 | 動畫（國内電影學院） | 获奖             |
| 2017 | TAIS動畫展覽               | 官方評選             | 官方評選         |
| 2017 | 三位一體影展               | 校友選擇獎           | 获奖             |

## 外部連結
- YouTube上的《心跳無限次》
- 互联网电影数据库（IMDb）上《心跳無限次》的资料（英文）
- 《心跳無限次》於Kickstarter